# 김상진 (애니메이터)
김상진 또는 진 킴(Jin Kim)(1959년~ )은 1995년부터 2016년까지 월트 디즈니 애니메이션 스튜디오에서 활동한 것으로 가장 잘 알려진 한국의 애니메이터이자 캐릭터 디자이너이다. 디즈니에서 일한 최초의 한국인 애니메이터였다.
김상진은 적록색맹이었다. 당시 한국의 대학 입학 정책으로 인해 미대에 진학할 수 없었고, 결국 대학에서 경제학을 전공했다. 그럼에도 불구하고 그는 그림 실력을 꾸준히 발전시켜 결국 애니메이터로서의 경력을 쌓을 수 있었다.
2016년, 로커스 스튜디오의 홍성호 사장은 김상진을 한국으로 돌아와 한국 장편 애니메이션 영화 레드슈즈(2019년 7월 개봉)의 총괄 크리에이티브 디렉터로 일하도록 설득했다. 홍 사장에 따르면, 당시 디즈니는 완전히 새로운 영화보다는 속편 개발에 집중했기 때문에 김상진은 새로운 디자인을 할 수 있는 것이 아무것도 없었다고 한다. 김상진은 한국 애니메이션 업계에서 3년간 활동한 경력 이후 처음으로 한국어 애니메이션 팀과 함께 작업하게 되어 기뻐했다.
2018년 5월, 김상진은 디즈니 동료 애니메이터 글렌 킨이 연출을 맡은 펄 스튜디오/넷플릭스의 영화 <오버 더 문> 작업을 위해 로스앤젤레스로 돌아왔다. 2019년 8월, 김상진은 디즈니의 새로운 프로젝트에 합류했다. 그는 <라야와 마지막 용>과 <엔칸토>를 모두 작업했다.

## 작품
- 아기공룡 둘리
- 타이니 툰
- 헤라클레스 (1997년 영화)
- 타잔 (1999년 영화)
- 환타지아 2000
- 쿠스코? 쿠스코!
- 보물성
- 카우 삼총사
- 치킨 리틀
- 로빈슨 가족
- 볼트 (2008년 영화)
- 공주와 개구리
- 라푼젤 (영화)
- 주먹왕 랄프
- 겨울왕국
- 빅 히어로
- 주토피아
- 모아나 (2016년 영화)
- 주먹왕 랄프 2: 인터넷 속으로
- 레드슈즈
- 겨울왕국 2
- 오버 더 문
- 라야와 마지막 드래곤
- 용과 주근깨 공주
- 엔칸토: 마법의 세계